# Ctenochares pedestris
Ctenochares pedestris là một loài tò vò trong họ Ichneumonidae.